# Café del Prado
El Café del Prado fue un establecimiento de Madrid situado en la calle del Prado esquina a la calle del León. El primitivo local estuvo abierto desde 1868 hasta 1960, y fue uno de los puntos de reunión del mundillo cultural madrileño dada su proximidad al Ateneo de Madrid.

## Historia
Enclavado en un espacio urbano que ya en el siglo xvii ocupó el Mentidero de los Comediantes, en el pequeño ensanche que apenas llegaba a plazoleta que existió en el chaflán que forma la entrada de la calle del León por la del Prado, el primitivo café se abrió a finales del verano de 1868, pocos días antes de la Gloriosa, con puertas a la calle del León y a la del Prado. Era característica la decoración de sus techos con pinturas de querubines y pequeños ángeles. Bajo aquel cielo de rancio regusto clásico, y además de la larga barra y las mesas, sillas y sofás, tuvo el café un pequeño escenario en el que ya en la década de 1870 tocaba el violín los domingos un joven Tomás Bretón, acompañado al piano por Teobaldo Power. También ha quedado noticia de que aquellos músicos apenas conocidos entonces, recibieron un domingo la visita de un soberbio joven de diez años y larga melena, y que se presentó como Isaac Albéniz.

## Tertulias y clientes

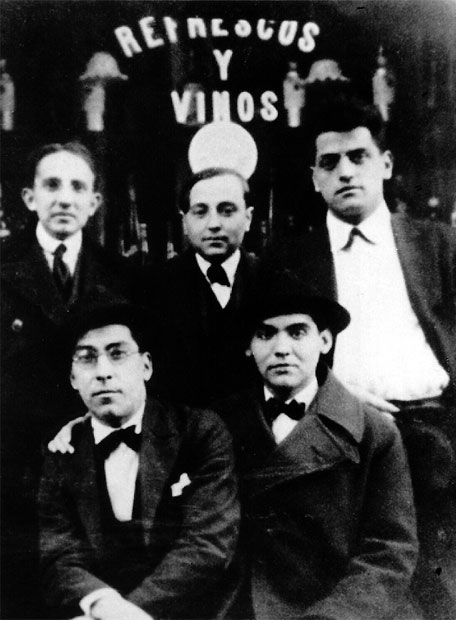
Benjamín Jarnés, Huberto Pérez de la Ossa, Buñuel, Rafael Barradas y Lorca, posando ante el Café del Prado en 1923.)

Queda noticia de que el poeta Gustavo Adolfo Bécquer escribió allí algunas de sus Rimas y Leyendas. Y también pasaron por sus mesas el historiador Menéndez Pelayo y el nobel de medicina Ramón y Cajal, de cuya experiencia saldría su libro Charlas de café.
En los locos años veinte madrileños, animaron sus tertulias y camarillas, algunos ilustres genios y vanguardistas como Luis Buñuel, Federico García Lorca o Rafael Barradas. Entre sus últimos contertulios estuvieron el académico Melchor Fernández Almagro o el actor Manolo Gómez Bur, quien solía relatar la anécdota de la contundente y filosófica respuesta con la que el veterano camarero "Dionisio" contestaba al saludo "¿Qué hay, Dionisio?": "Mucho mal y mal repartido". En la década de 1960 el vetusto local fue convertido en almoneda de un anticuario, pero a comienzos del siglo xx volvió a ocupar su espacio un nuevo café.